# Alison Rusher
Alison „Alie“ Kelsey Rusher (* 24. Mai 1996 in London) ist eine Ruderin aus den Vereinigten Staaten.

## Sportliche Karriere
Alison Rusher gewann mit dem Achter die Bronzemedaille bei den U23-Weltmeisterschaften 2018. Bei den erst 2021 ausgetragenen Olympischen Spielen in Tokio trat der Doppelvierer aus den Vereinigten Staaten in der Besetzung Meghan O’Leary, Ellen Tomek, Cicely Madden und Alison Rusher an. Die Crew belegte den zehnten Platz unter zehn teilnehmenden Booten.
2023 trat Alison Rusher bei den Weltmeisterschaften in Belgrad zusammen mit Meghan Musnicki im Zweier ohne Steuerfrau an. Die beiden Ruderinnen belegten den sechsten Platz und erreichten damit auch die Olympiaqualifikation für einen amerikanischen Zweier. In Paris ruderten dann Azja Czajkowski und Jessica Thoennes.

## Familie
Alison Rusher stammt aus einer Ruderer-Familie. Ihre Mutter Cynthia Eckert gewann 1992 olympisches Silber, ihr Vater John Rusher erkämpfte 1988 olympisches Bronze. Alisons Bruder Nicholas Rusher erruderte 2024 olympisches Bronze.